# Olivier Tichit
Olivier Tichit, né le 13 mars 1974, est un dessinateur de bande dessinée et de livre jeunesse français.

## Biographie
Olivier Tichit a suivi une formation dans le domaine scientifique mais, en bande dessinée, il se dit autodidacte. il passe quelques années à faire de l'illustration en free-lance.
Tichit commence sa carrière en 2007 sur des histoires courtes après avoir intégré le site 30 jours de BD. Son premier album publié est Bazile aux éditions Makaka en 2010, série humoristique scénarisée par Jicé et Legretti. Parallèlement, il travaille sur quelques numéros du magazine Chaudron magique ainsi que sur des albums collectifs.
Tichit dessine la série Les 4 Rennes, aux éditions Kramiek (groupe paquet), dont deux tomes sont parus entre 2015 et 2016 en collaboration avec Baba et Benjamin Gérard.
Toujours avec Benjamin Gérard, en 2019, il signe Filou : la chasse au Tchouk Tchouk, en 2020, Wooly : la guerre des voisins, et en 2022, Mako : opération crêpes, aux éditions Clair de lune. Puis, en 2023, Mais c'est qui qui a perdu son slip ?, et en 2025, Trouvé ! aux éditions Evalou.

## Publications

### Séries
- Bazile (Scénario Jicé, Legretti) aux éditions Makaka
  1. Quelle vie de mouche (2010)
- Les 4 Rennes (Scénario Baba, Benjamin Gérard) aux éditions Kramiek (groupe Paquet)
  1. Commando père Noel (2015)[2] Commando kerstman (version néerlandaise aux éditions strip2000) [3]
  2. Horreur Boréal (2016)[4]

### One-shot
- Dessine-moi un monstre (scénario Izza) aux éditions Galiprod (2013)
- Filou, la chasse au Tchouk tchouk (scénario Benjamin Gérard) aux éditions Clair de Lune (2019)
- Wooly, La guerre des voisins (scénario Benjamin Gérard) aux éditions Clair de Lune (2020)
- Mako, opération crêpes (scénario Benjamin Gérard) aux éditions Clair de Lune (2022)

### Jeunesse
- Mais c'est qui qui a perdu son slip ? (scénario Benjamin Gérard), Evalou, 2023.
- Trouvé ! (scénario Benjamin Gérard), Evalou, 2025.

### Collectif
- Les nouvelles aventures de dupa grave et de la petite chatte mimine aux éditions de la Débrouille  (2010)
- Dessine-moi Arthaud aux éditions L'Association des Amis de la Librairie Arthaud  (2013)[5]
- Le dico des gros mots cachés dans les mots illustré - Tome 1 aux éditions Tache d'encre (2014)[6]